# Celeste Cid

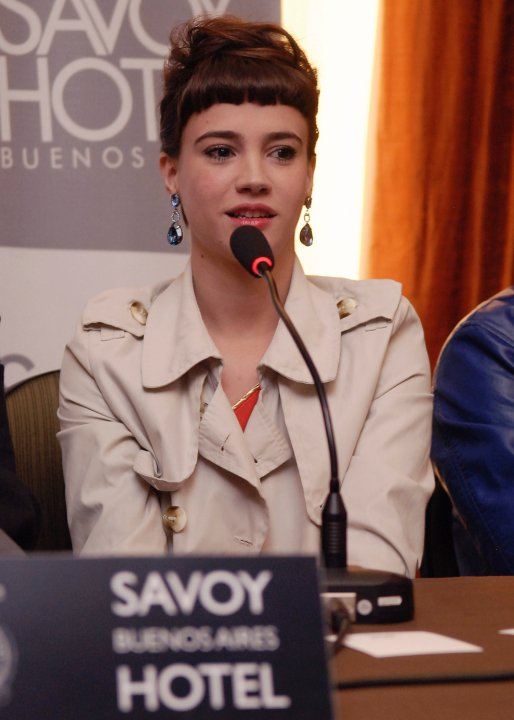
Celeste Cid

María Celeste Cid (geboren am 19. Januar 1984 in Buenos Aires, Argentinien) ist eine argentinische Filmschauspielerin.

## Leben
Ihr Debüt in einer TV-Serie gab sie 1997 in Chiquititas. Ihren ersten und bisher einzigen Kurzfilm, Limbo, drehte sie 2008 im Hause ihrer Großmutter. 2011 war geplant, dass sie im Film El Lobo mitspielt. Aus gesundheitlichen Gründen wurde diese Stelle neu besetzt. Ihr schauspielerisches Schaffen umfasst rund drei Dutzend Produktionen.

## Filmografie

### TV-Serien
- 1997–1998: Chiquititas (Fernsehserie, 420 Folgen)
- 1999–2000: Verano del '98 (Fernsehserie, 245 Folgen)
- 2001: Enamorarte (Fernsehserie, 129 Folgen)
- 2002: Franco Buenaventura, el profe (Fernsehserie, 116 Folgen)
- 2003: Resistiré (Fernsehserie, 220 Folgen)
- 2004: Locas de amor (Mini-Fernsehserie, 1 Folge)
- 2004: El Deseo (Fernsehserie, 23 Folgen)
- 2005: Conflictos en red (Mini-Serie, 1 Folge)
- 2005: Botines (Mini-Serie, 1 Folge)
- 2005: Ambiciones (Fernsehserie, 12 Folgen)
- 2007: Mujeres elefante
- 2007: Televisión por la identidad (Miniserie,  2 Folgen)
- 2006–2008: Mujeres asesinas (Fernsehserie, 4 Folgen)
- 2008: Dirigime La Venganza (Miniserie)
- 2008: Motivos para no enamorarse
- 2008: Oportunidades (Fernsehfilm)
- 2010: Eva y Lola
- 2010: Para vestir santos (Miniserie, 6 Folgen)
- 2011: El puntero (Miniserie, 1 Folge)
- 2011: Mía
- 2012: Der deutsche Freund
- 2012: Sos mi hombre (Fernsehserie, 72 Folgen)
- 2012: Camila Garay (72 Folgen)
- 2014: Aire libre
- 2014: Viudas e hijos del Rock & Roll (Fernsehserie, 48 Folgen)
- 2014: La parte ausente
- 2015: La Intrusa (Kurzfilm)
- 2017: Artax: Un Nuevo Comienzo
- 2017: Las Estrellas (Fernsehserie, 69 Folgen)
- 2018: Miss Bolivia: Paren de Matarnos (Musikvideo)
- 2018: Pasado de Copas: Drunk History (Miniserie, 1 Folge)
- 2018: Tini Feat. Cali Y El Dandee: Por que te vas (Musikvideo)
- 2019: Otros Pecados (Miniserie, 1 Folge)
- 2019: Monzón (Fernsehserie, 1 Folge)
- 2019: El Host (Miniserie, 13 Folgen)
- 2020: Separadas (Fernsehserie, 36 Folgen)
- 2023: Planners (Fernsehserie, 39 Folgen)

## Auszeichnungen
- 2002: INTE Award für die Telenovela: Enamorarte (Talent des Jahres)